# Den venetianske skole
 For alternative betydninger, se Den venetianske skole i maleriet.
Den venetianske skole i musikken er
fællesbetegnelsen for en række komponister i 16. og
17. århundrede, der havde deres hovedvirke i
Venezia, nærmere betegnet ved Markuskirken
sammested (som organister, komponister og
korledere).
Rækken indledes af flamlænderen Adrian Willaert (ca. 1490-1562)
der arbejdede som maestro di cappella og indførte den
praksis at dele kirkens korsang i dobbeltkor, dels
ved at indrette den musikalske sats for sådan
dobbeltkorighed, dels ved i realiteten at lade
kormusikken udføre af to helt adskilte kor, der
anbragtes over for hinanden i hver sin side af
kirken − en praksis, hvortil Markuskirkens
ejendommelige arkitektur med dens to
orgelpulpiturer sikkert har givet stødet.
Dobbeltkorighed i satsen er for så vidt kendt inden
Willaerts tid, idet enkelte af de tidligere
nederlandske mestre ofte indrettede korsatsen i
en vekselsang mellem parvis grupperede
stemmer. Det udøvende kor stod i sådanne tilfælde
imidlertid altid samlet på ét sted. Ved at dele
korsangerne i to adskilte grupper i
Markuskirken bliver dobbeltkorigheden real, og stilen
svinger samtidig over i bredere anlagte
dobbeltkoranordninger. Det bliver ikke blot
(parvise) stemmeudsnit, der veksler med
(parvise) stemmeudsnit, men hele korudsnit, der
skiftevis synges af korene i kirkens ene og
kirkens anden side.
Denne praksis optages af
Willaerts efterfølgere ved Markuskirken, således
af Cyprian de Rore (d. 1565) og
Claudio Merulo (1533-1604), hvilken sidste
i øvrigt har sit hovedvirke på
orgelkompositionens område. Sit højdepunkt når den venitianske skole
hos Andrea Gabrieli (ca. 1510-1586) og
dennes nevø Giovanni Gabrieli (1557-
1612), der også ydede det ypperste på
orgelkompositionens område, men hvis
dobbeltkorige kompositioner samtidig må regnes til det
lødigste, denne skole skabte. Især må
fremhæves Giovanni Gabrielis musik, der selv om satsen
udvides til monstresatser af mægtige
stemme-omfang og meget stærkt bygger på de rent
dobbeltkorige klangvirkninger, alligevel
betegner meget betydelige værdier i musikkens
historie.
Det ligger i sagens natur, at satsen i
denne venetianske dobbeltkor-skole mere er
anlagt på det akkordmæssige, hvis udførelse
egentlig er den eneste mulige for to adskilte
kor, end på det imitatoriske i de enkelte
stemmers indbyrdes forhold. De nederlandske
skolers og den romerske skoles fremtrædende
kontrapunktik gør sig derfor netop i ringere
grad gældende hos venetianerne. Den venitianske skoles
stil fik efterlignere i andre Lande, således i
Østrig hos Jakob Gallus, i Tyskland hos
Hans Leo Hassler.
Se også
- Den romerske skole – Den nederlandske skole